# Chromatonotus lamprus
Chromatonotus lamprus är en kackerlacksart som beskrevs av Morgan Hebard 1920. Chromatonotus lamprus ingår i släktet Chromatonotus och familjen småkackerlackor.
Artens utbredningsområde är Panama. Inga underarter finns listade i Catalogue of Life.